# Rennell Est
Pour les articles homonymes, voir Rennell.
Rennell Est est la section méridionale de l'île de Rennell, aux Salomon dans l'océan Pacifique.
Cet espace, dont le lac Tegano fait partie, couvre 37 000 hectares et 3000 lieux nautiques. Cet ancien lagon est le plus grand du Pacifique, il possède de nombreuses îles de calcaire et abrite plusieurs espèces animales et végétales endémiques.
La végétation y est dense et peut atteindre les 20 mètres de hauteur.
En 1998, Rennell Est est inscrit au patrimoine mondial de l'UNESCO.